# Archiearis puella
Archiearis puella är en fjärilsart som beskrevs av Eugen Johann Christoph Esper 1787. Archiearis puella ingår i släktet Archiearis och familjen mätare. Inga underarter finns listade i Catalogue of Life.